# Poster Press
Poster Press (alternative Schreibweisen: POSTER PRESS oder POSTER-PRESS) war eine Musik- und Jugendzeitschrift aus Deutschland, welche die Springer-Tochter Koralle-Verlag in Hamburg in den Jahren 1973 (Erstausgabe 27. September 1973) bis 1974 alle 14 Tage verlegte. Zum Start sollten 1,5 Millionen Leseproben verteilt werden, die Erstauflage sollte 500.000 Stück sein. Das Heft kostete 1,80 Mark. Geplant wurde die Herausgabe der Zeitschrift bereits 1972 mit einer Startauflage in Höhe von 500.000 Exemplaren.
Infolgedessen hat der Bauer-Verlag kurzfristig ebenfalls im September 1973 die Monatszeitschrift Bravo Poster herausgegeben, welche im Oktober 1976 eingestellt wurde.
Das Besondere an Poster Press war, dass das Heft ausschließlich aus zusammengefalteten Postern bestand, die die Themenbereiche Musik, Naturaufnahmen, Kunst, Gags und andere Inhalte abdeckten. Der redaktionelle Teil war auf die Rückseite der Poster gedruckt. Ab Juni 1974 beispielsweise veröffentlichte die Zeitschrift auszugsweise in einer sechsteiligen Serie ein unveröffentlichtes 400-Seiten-Manuskript von Monika Dannemann, der letzten Lebensgefährtin von Jimi Hendrix. Ebenfalls ab Juni 1974 (Ausgabe 12/74) gab es eine Zusammenarbeit mit den englischen Musikzeitschriften Melody Maker und Disc. Einzelnen Ausgaben der Zeitschrift lagen Promo-Singles als Flexidisc bei.
Im Jahr 1974 zählte die Zeitschrift bei den 14-täglich erscheinenden Titeln neben Das Motorrad und Pop zu den Top 3 Zeitschriften gemessen an der Reichweite.
Kurt Koszyk und Karl Hugo Pruys erwähnen in ihrem Standardwerk, dem dtv-Handbuch der Massenkommunikation, die Vergleichbarkeit der Zeitschrift mit der Jugendzeitschrift Bravo und nennen eine Auflage in Höhe von 200.000, weisen aber darauf hin, dass sich die Poster Press nur im Schatten der Bravo behaupten konnte. Trotz gezielter Mitmachaktionen war das Interesse der Leser und Käufer so gering, dass die Zeitschrift wieder eingestellt wurde. Am 11. November 1974 übergab der Koralle-Verlag die Poster Press an Jürg Marquards Jugendzeitschrift Pop in Zürich.

## Diskografie
- Poster Press Vol. 1 (Album, 1973)[13]
- Jimi Hendrix: Hey Joe (Poster Press, Ausgabe 12/74 vom 4. Juni 1974) mit gesprochenem Text von Monika Dannemann[9][14][15][16]